# Amerikaanse kraai
De Amerikaanse kraai (Corvus brachyrhynchos) behoort tot de familie van de kraaiachtigen.

## Verspreiding en leefgebied
Deze soort komt wijdverspreid voor in Noord-Amerika en telt vijf ondersoorten:
- C. b. caurinus (Bairds kraai): zuidelijk Alaska, de westkust van Canada en het noordwesten van de staat Washington.
- C. b. hesperis: van zuidwestelijk Canada via de westelijke Verenigde Staten tot noordwestelijk Mexico.
- C. b. hargravei: de westelijk-centrale Verenigde Staten.
- C. b. brachyrhynchos: centraal en oostelijk Canada, de centrale en oostelijke Verenigde Staten.
- C. b. pascuus: zuidelijk Florida (zuidoostelijke Verenigde Staten).

## Status
De grootte van de populatie is niet gekwantificeerd maar de soort is de laatste 40 jaar sterk toegenomen. Op de Rode lijst van de IUCN heeft deze soort daarom de status niet bedreigd.